# Dukes de James Madison
Pour les articles homonymes, voir Dukes.
Les Dukes de James Madison (JMU) est le nom donné aux équipes sportives de l'université James Madison, à Harrisonburg en Virginie. Le nom "Dukes" est un hommage à Samuel Page Duke (en), second président de l'histoire de l'université. 
Depuis la saison 2022, les équipes sportives de JMU (membre fondateur de la Colonial Athletic Association de la Division I de la National Collegiate Athletic Association (NCAA)) ont rejoint la Sun Belt Conference. Son programme de football évolue donc en NCAA Div. I FBS.
La mascotte de l'université, Duke Dog, est fréquemment vue lors de tous les événements sportifs. Les couleurs de l'école sont le pourpre royal et l'or. Madison a remporté cinq championnats nationaux de la NCAA, le troisième rang parmi les collèges et universités de Virginie.
La tradition du sport féminin chez les Dukes est une des plus anciennes du pays puisqu'elle remonte pratiquement à la fondation de l'université en 1908. De solides programmes féminins inter-universitaires sont mis en place au début des années 1920 et l'université est une des premières à proposer des offres féminines inter-universitaires globales bien équilibrées. Le programme sportif masculin débute à la fin des années 1940 et un programme complet masculin commence à prendre forme à la fin des années 1960, lorsque l'université devient totalement mixte.

## Sports pratiqués
| Équipes masculines | Équipes féminines   |
| ------------------ | ------------------- |
| Baseball           | Basket-ball         |
| Basket-ball        | Cross-country       |
| Football américain | Crosse              |
| Golf               | Golf                |
| Football           | Hockey sur gazon    |
| Tennis             | Football            |
|                    | Softball            |
|                    | Natation et plongée |
|                    | Tennis              |
|                    | Athlétisme          |
|                    | Volley-ball         |
|                    | Cheerleading        |

### Baseball
L'entraîneur principal de l'équipe de baseball James Madison est Marlin Ikenberry (en). Fondée en 1970, elle joue au Long Field du Mauck Stadium (en) jusqu’à la fin de la saison 2009. En 2010, ils ouvrent un nouveau terrain de jeu, l'Eagle Field du Veterans Memorial Park (en), le nouveau complexe de baseball et de softball de l'université.
Les « Diamond Dukes », nom sous lequel l’équipe est connue, établissent un record de tous les temps avec leur bilan de 1092-670-8 et participent au tournoi de la NCAA à neuf reprises, dont la plus récente en 2011.
Billy Sample (en), le plus célèbre ancien joueur de baseball de JMU, dispute 862 matchs en carrière dans les ligues majeures avec les Rangers du Texas, les Yankees de New York et les Braves d’Atlanta.
Au cours de la saison 2006, les Dukes ont les deux meilleurs frappeurs de home run de la Division I. L'un d'entre eux, Kellen Kulbacki (en), s'est classé parmi les cinq premiers dans les trois catégories de la triple couronne. Il reçoit le prix du joueur national de l'année 2006 en tant que sophomore.
En 2008, les Dukes remportent leur premier championnat de conférence battant les Tigers de l’université Towson, qualifiant l’équipe pour le tournoi de baseball NCAA Division I 2008 organisé par l'université d'État de Caroline du Nord, à Raleigh, en Caroline du Nord. Les Dukes remportent également le championnat CAA en 2011 en battant les Monarchs de l’université Old Dominion.

### Basket-ball masculin
L’équipe masculine de basket-ball est fondée en 1945. Le 25 mars 2008, il est annoncé que Matt Brady (en), ancien entraîneur-chef des Red Foxes (en) du Marist College (en), accepte le poste d’entraîneur-chef de basketball masculin. Brady remplace Dean Keener (en), qui démissionne après quatre ans chez les Dukes. Avant Dean Keener, Lou Campanelli (en) et Charles « Lefty » Driesell (en) ont occupé le poste depuis longtemps.
En février 2020, les Dukes ont mis fin à un mandat de 28 saisons au James Madison University Convocation Center (en). Au cours de sa dernière saison en 2019-2020, il avait une capacité de 6 426 places,. Les Dukes déménageront dans le nouveau Atlantic Union Bank Center (en) de 8 500 places pour la saison 2020-2021.
Les Dukes ont participé cinq fois au tournoi de la NCAA, la dernière fois lors du tournoi de 2013. Leur bilan combiné est 4–5. Ils ont également été sélectionnés cinq fois pour participer au National Invitation Tournament (NIT), mais pas depuis la fin de la saison 1993. À la fin de la saison 2008-09, les Dukes sont sélectionnés pour le CollegeInsider.com Postseason Tournament (en) (CIT). JMU se qualifie pour les demi-finales avant de perdre face à son rival, ancien champion du CIT, les Monarchs d'Old Dominion.

### Football américain
Les Dukes disputent leur première saison en 1972 sous la direction de Challace McMillin (en), qui reste jusqu'en 1984. Madison passe de la division III à la division I-AA de la NCAA en 1980 et rejoint la Colonial Athletic Association en 1993 qui, à l'époque est une entité indépendante connue sous le nom de Yankee Conference.
La popularité de l'équipe de football américain augmente avec le recrutement de Mickey Matthews (en) en 1999, qui en 2004 mène les Dukes à leur premier championnat national.
Le 7 janvier 2017, Madison remporte son deuxième titre de champion national dans l'histoire du programme, en battant les Penguins (en)de l'Université d'État de Youngstown par 28 à 14 à Frisco, au Texas. Au cours de la saison 2017, JMU maintient sa domination sur la compétition FCS, atteignant un deuxième titre consécutif avec un bilan de 14-0 avant de perdre en un match serré face au rival émergent, le Bison de l'université d'État du Dakota du Nord (NDSU), 17-13. La décennie de domination de NDSU, combinée à la domination à court terme de James Madison, en a fait une des rencontres pour le titre la plus attendue de l'histoire de la FCS.
Parmi les anciens joueurs remarquables, on compte Charles Haley, le premier joueur à avoir remporté cinq bagues du Super Bowl également intronisé au Pro Football Hall of Fame et au College Football Hall of Fame. On peut y ajouter Scott Norwood, l'un des meilleurs buteurs de l'histoire des Bills de Buffalo et Gary Clark (en), un wide receiver All-Pro sélectionné pour disputer quatre Pro Bowls lors de sa carrière chez les Redskins de Washington.
L'université commence sa transition en NCAA Division I FBS lors de la saison 2022 en intégrant la Sun Belt Conference comme membre à part entière mais n'est pas éligible pour disputer un bowl.
Auterme de sa saison 2024, le programme remporte son premier bowl FBS en battant 27 à 17 les Hilltoppers de Western Kentucky à l'occasion du Boca Raton Bowl 2024.
Le programme développe une rivalité avec les Monarchs d'Old Dominion appelée la Royal Rivalry.

#### Historique de l'affiliation aux conférences du programme
- En Division III de la NCAA :
  - 1972–1973 : Indépendants
  - 1974–1975 : Virginia Collegiate Athletic Association (en)
  - 1977–1979 : Indépendants

- En Division II de la NCAA
  - 1976 : Indépendants

- En Division I-AA de la NCAA
  - 1980–1992 : Indépendants
  - 1993–1996 : Yankee Conference (en)

- En NCAA Division I FCS
  - 1997–2006 : Atlantic 10 Conference
  - 2007–2021 : Colonial Athletic Association

- En NCAA Division I FBS
  - Depuis 2022 : Sun Belt Conference